# Charles Joseph Esterly
Charles Joseph Esterly (* 8. Februar 1888 in Reading, Pennsylvania; † 3. September 1940 in Wernersville, Pennsylvania) war ein US-amerikanischer Politiker. Zwischen 1925 und 1931 vertrat er zwei Mal den Bundesstaat Pennsylvania im US-Repräsentantenhaus.

## Werdegang
Charles Esterly besuchte die öffentlichen Schulen seiner Heimat und arbeitete danach bis 1916 für eine Elektrofirma sowie dann im Vertrieb einer Strickereifabrik. Außerdem betrieb er Vieh- und Schweinezucht. In der Folge wurde er auch in anderen Bereichen tätig. So war er zum Beispiel Präsident einer Wasserfirma, einer Strickereifabrik und einer Firma, die Flaschenverschlüsse herstellte. Zwischen 1914 und 1920 saß er im Schulausschuss der Stadt Wyomissing. Von 1917 bis 1921 gehörte er dem dortigen Gemeinderat an. Politisch wurde er Mitglied der Republikanischen Partei. Im Juni 1920 nahm er als Delegierter an der Republican National Convention in Chicago teil, auf der Warren G. Harding als Präsidentschaftskandidat nominiert wurde. Von 1922 bis 1924 war er Mitglied im Staatsvorstand seiner Partei.
Bei den Kongresswahlen des Jahres 1924 wurde Esterly im 14. Wahlbezirk von Pennsylvania in das US-Repräsentantenhaus in Washington, D.C. gewählt, wo er am 4. April 1925 die Nachfolge des Demokraten William Martin Croll antrat. Da er im Jahr 1926 auf eine Kandidatur verzichtete, konnte er bis zum 3. März 1927 zunächst nur eine Legislaturperiode im Kongress absolvieren. Im Jahr 1928 wurde Esterly erneut im 14. Distrikt seines Staates in den Kongress gewählt, wo er am 4. März 1929 Robert Grey Bushong ablöste, der zwei Jahre zuvor sein Nachfolger geworden war. Bis zum 3. März 1931 konnte er eine weitere Amtszeit im Kongress verbringen, die von den Ereignissen der Weltwirtschaftskrise geprägt war.
Nach dem Ende seiner Zeit im US-Repräsentantenhaus nahm Charles Esterly seine früheren Tätigkeiten wieder auf. Er starb am 3. September 1940 in Wernersville und wurde in Reading beigesetzt.